# Стратиграфічний кодекс України
«Стратиграфі́чний ко́декс Украї́ни» — збірка головних правил, що визначають зміст і процедуру застосування понять, термінів і назв, які використовують у національній стратиграфічній класифікації. Кодекс є головним нормативним геологічним документом, що визначає напрям і порядок стратиграфічних досліджень. Призначення Кодексу — забезпечення одноманітності в розумінні і використанні термінів та назв у стратиграфічних дослідженнях. Він регламентує процедуру виявлення стратиграфічних підрозділів, категорію та утворення їхніх назв, формулює єдині вимоги до характеристики стратонів, визначає систему стратиграфічної класифікації. В основу класифікаційних рядів стратонів Кодексом покладені стратиграфічні ознаки, за якими їх виділено, і крім хроно-, літо- і біостратонів, уведені петро-, магніто-, клімато-, сейсмо- та циклостратиграфічні підрозділи.
Кодекс створено Національним стратиграфічним комітетом України.